# Charles Noel, II conte di Gainsborough
Charles Noel, II conte di Gainsborough (5 settembre 1818 – 13 agosto 1881), è stato un nobile e politico inglese.

## Biografia
Gainsborough era l'unico figlio di Charles Noel, I conte di Gainsborough, e dalla sua seconda moglie, Elizabeth Gray, figlia di Sir George Gray. Sua madre morì due settimane dopo la sua nascita. È stato educato privatamente al Trinity College.

## Carriera
Gainsborough succedette a suo zio William Noel come deputato al Parlamento per Rutland (1840-1841). Ha poi servito un anno come High Sheriff of Rutland nel 1848. Nel 1866 successe a suo padre nella contea ed entrò nella Camera dei lord. L'anno seguente fu nominato Lord Luogotenente del Rutland, carica che mantenne fino alla sua morte. È stato tenente colonnello nel Prince Albert's Own Leicestershire Yeomanry (1879-1881), raggiungendo il grado di capitano il 12 agosto 1850.
Lui e sua moglie abbracciarono il cattolicesimo romano a Capodanno nel 1850.

## Matrimonio
Sposò, il 1 novembre 1841, Lady Ida Augusta Harriet Hay (1821-22 ottobre 1867), figlia di William Hay, XVIII conte di Erroll e di Lady Elizabeth Fitz-Clarence, figlia illegittima di re Guglielmo IV. Ebbero cinque figli:
- Lady Edith Horatia Emma Frances Noel (-22 agosto 1890);
- Lady Blanche Elizabeth Mary Annunciata Noel (1845-21 marzo 1881), sposò Thomas Murphy, non ebbero figli;
- Lady Constance Julia Eleanor Georgiana Noel (10 ottobre 1847-8 aprile 1891), sposò Sir Alan Bellingham, ebbero quattro figli;
- Charles Noel, III conte di Gainsborough (20 ottobre 1850-17 aprile 1926);
- Edward Noel (28 aprile 1852-9 novembre 1917), sposò Ruth Lucas, ebbero tre figli.

## Morte
Lady Gainsborough morì nell'ottobre del 1867. Lord Gainsborough rimase vedovo fino alla sua morte, avvenuta nell'agosto del 1881, all'età di 62 anni.

## Ascendenza
|                                        |                            |                                    | Genitori                               |  |  | Nonni |  |  | Bisnonni             |  |  | Trisnonni     |  |
|                                        |                            |                                    |                                        |  |  |       |  |  | Gerard Anne Edwardes |  |  | Anne Hamilton |  |
|                                        |                            |                                    |                                        |  |  |       |  |  | Gerard Anne Edwardes |  |  | Anne Hamilton |  |
|                                        |                            | Mary Edwardes                      |                                        |  |  |       |  |  | Gerard Anne Edwardes |  |  |               |  |
| Gerard Noel, I baronetto               |                            |                                    |                                        |  |  |       |  |  | Gerard Anne Edwardes |  |  |               |  |
|                                        |                            | Jane Noel                          | Baptist Noel, IV conte di Gainsborough |  |  |       |  |  |                      |  |  |               |  |
|                                        |                            | Jane Noel                          | Baptist Noel, IV conte di Gainsborough |  |  |       |  |  |                      |  |  |               |  |
|                                        |                            | Jane Noel                          | Elizabeth Chapman                      |  |  |       |  |  |                      |  |  |               |  |
| Charles Noel, I conte di Gainsborough  |                            | Jane Noel                          |                                        |  |  |       |  |  |                      |  |  |               |  |
|                                        |                            | Charles Middleton, I barone Barham | Robert Middleton                       |  |  |       |  |  |                      |  |  |               |  |
|                                        |                            | Charles Middleton, I barone Barham | Robert Middleton                       |  |  |       |  |  |                      |  |  |               |  |
|                                        |                            | Charles Middleton, I barone Barham | Helen Dundas                           |  |  |       |  |  |                      |  |  |               |  |
| Diana Middleton, II baronessa Barham   |                            | Charles Middleton, I barone Barham |                                        |  |  |       |  |  |                      |  |  |               |  |
|                                        |                            | Margaret Gambier                   | James Gambier                          |  |  |       |  |  |                      |  |  |               |  |
|                                        |                            | Margaret Gambier                   | James Gambier                          |  |  |       |  |  |                      |  |  |               |  |
|                                        |                            | Margaret Gambier                   | Mary Mead                              |  |  |       |  |  |                      |  |  |               |  |
| Charles Noel, II conte di Gainsborough |                            | Margaret Gambier                   |                                        |  |  |       |  |  |                      |  |  |               |  |
|                                        | Charles Grey, I conte Grey | Henry Grey, I baronetto            |                                        |  |  |       |  |  |                      |  |  |               |  |
|                                        | Charles Grey, I conte Grey | Henry Grey, I baronetto            |                                        |  |  |       |  |  |                      |  |  |               |  |
|                                        | Charles Grey, I conte Grey | Hannah Wood                        |                                        |  |  |       |  |  |                      |  |  |               |  |
| George Grey, I baronetto di Fallodon   | Charles Grey, I conte Grey |                                    |                                        |  |  |       |  |  |                      |  |  |               |  |
|                                        |                            | Elizabeth Grey                     | George Grey                            |  |  |       |  |  |                      |  |  |               |  |
|                                        |                            | Elizabeth Grey                     | George Grey                            |  |  |       |  |  |                      |  |  |               |  |
|                                        |                            | Elizabeth Grey                     | Elizabeth Ogle                         |  |  |       |  |  |                      |  |  |               |  |
| Elizabeth Grey                         |                            | Elizabeth Grey                     |                                        |  |  |       |  |  |                      |  |  |               |  |
|                                        |                            | Samuel Whitbread                   | Henry Whitbread                        |  |  |       |  |  |                      |  |  |               |  |
|                                        |                            | Samuel Whitbread                   | Henry Whitbread                        |  |  |       |  |  |                      |  |  |               |  |
|                                        |                            | Samuel Whitbread                   | Elizabeth Read                         |  |  |       |  |  |                      |  |  |               |  |
| Mary Whitbread                         |                            | Samuel Whitbread                   |                                        |  |  |       |  |  |                      |  |  |               |  |
|                                        |                            | Mary Cornwallis                    | Charles Cornwallis, I conte Cornwallis |  |  |       |  |  |                      |  |  |               |  |
|                                        |                            | Mary Cornwallis                    | Charles Cornwallis, I conte Cornwallis |  |  |       |  |  |                      |  |  |               |  |
|                                        |                            | Mary Cornwallis                    | Elizabeth Townshend                    |  |  |       |  |  |                      |  |  |               |  |
|                                        |                            | Mary Cornwallis                    |                                        |  |  |       |  |  |                      |  |  |               |  |